# Луїс Суарес Мірамонтес
Луї́с Суа́рес Мірамо́нтес (ісп. Luis Suárez Miramontes; 2 травня 1935, Ла-Корунья, Галісія — 9 липня 2023, Мілан) — іспанський футболіст, півзахисник. Володар Золотого м'яча. Після завершення ігрової кар'єри — тренер.

## Ігрова кар'єра
Народився 2 травня 1935 року в місті Ла-Корунья. Вихованець футбольної школи клубу «Депортіво». Дорослу футбольну кар'єру розпочав 1953 року в основній команді того ж клубу, в якій провів один сезон, взявши участь у 17 матчах чемпіонату.
Своєю грою привернув увагу представників тренерського штабу «Барселони», до складу якої приєднався влітку 1954 року. Відіграв за каталонський клуб наступні сім сезонів своєї ігрової кар'єри. У складі «Барселони» був одним з головних бомбардирів команди, маючи середню результативність на рівні 0,5 голу за гру першості. За цей час двічі виборював титул чемпіона Іспанії, а також двічі ставав володарем Кубка ярмарків та Кубка Іспанії. Крім цього 1960 року футболісту був вручений Золотий м'яч.

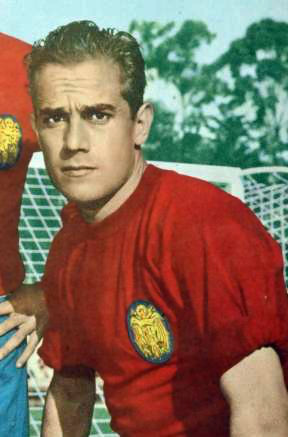
Луїс Суарес 1962 року у складі збірної Іспанії

1961 року уклав контракт з італійським «Інтернаціонале», яке заплатило за іспанця рекордну на той момент суму відступних. У складі міланського клубу провів наступні дев'ять років своєї кар'єри гравця. Більшість часу, проведеного у складі «Інтернаціонале», був основним гравцем команди. За цей час тричі став чемпіоном країни, а також по два рази вигравав Кубок чемпіонів УЄФА та Міжконтинентального кубка.
Завершив професіональну ігрову кар'єру у «Сампдорії», за яку виступав протягом 1970–1973 років.

## Виступи у збірній
1957 року дебютував у складі національної збірної Іспанії, разом з якою брав участь у двох чемпіонатах світу (1962 та 1966), а також став переможцем Євро-1964.
Останній матч після великої перерви провів 1972 року, який став для нього 32-м у футболці «червоної фурії»..

## Кар'єра тренера
Розпочав тренерську кар'єру відразу ж по завершенні кар'єри гравця, 1973 року як тренер молодіжної команди клубу «Дженоа».
Надалі очолював низку італійських клубів та рідне «Депортіво».
Після цього був головним тренером молодіжної та національної збірної Іспанії, проте значних успіхів здобути не зміг.
Останнім місцем тренерської роботи був клуб «Інтернаціонале», команду якого Луїс Суарес Мірамонтес очолював як головний тренер 1992 та 1995 року.

## Статистика виступів

### Статистика клубних виступів
| Сезон                      | Команда                    | Чемпіонат                  | Чемпіонат | Чемпіонат | Національний кубок | Національний кубок | Національний кубок | Континентальні кубки | Континентальні кубки | Континентальні кубки | Інші змагання | Інші змагання | Інші змагання | Усього | Усього |
| Сезон                      | Команда                    | Ліга                       | Ігор      | Голів     | Ліга               | Ігор               | Голів              | Ліга                 | Ігор                 | Голів                | Ліга          | Ігор          | Голів         | Ігор   | Голів  |
| -------------------------- | -------------------------- | -------------------------- | --------- | --------- | ------------------ | ------------------ | ------------------ | -------------------- | -------------------- | -------------------- | ------------- | ------------- | ------------- | ------ | ------ |
| 1953-54                    | «Депортіво»                | ПД                         | 17        | 3         | КІ                 |                    |                    | —                    | —                    | —                    | —             | —             | —             | 17     | 3      |
| 1954-55                    | «Барселона»                | ПД                         | 6         | 3         | КІ                 | 1                  | 1                  | —                    | —                    | —                    | —             | —             | —             | 7      | 4      |
| 1955-56                    | «Барселона»                | ПД                         | 17        | 6         | КІ                 | 2                  | 0                  | —                    | —                    | —                    | —             | —             | —             | 19     | 6      |
| 1956-57                    | «Барселона»                | ПД                         | 21        | 13        | КІ                 | 2                  | 0                  | —                    | —                    | —                    | —             | —             | —             | 23     | 13     |
| 1957-58                    | «Барселона»                | ПД                         | 12        | 2         | КІ                 | 6                  | 5                  | КЯ                   | 2                    | 2                    | —             | —             | —             | 20     | 9      |
| 1958-59                    | «Барселона»                | ПД                         | 26        | 14        | КІ                 | 9                  | 6                  | —                    | —                    | —                    | —             | —             | —             | 35     | 20     |
| 1959-60                    | «Барселона»                | ПД                         | 23        | 13        | КІ                 | 2                  | 0                  | КЯ                   | 5                    | 0                    | —             | —             | —             | 30     | 13     |
| 1960-61                    | «Барселона»                | ПД                         | 17        | 10        | КІ                 | —                  | —                  | КЄЧ                  | 9                    | 4                    | —             | —             | —             | 26     | 14     |
| Усього за «Барселону»      | Усього за «Барселону»      | Усього за «Барселону»      | 122       | 61        |                    | 29                 | 12                 |                      | 16                   | 6                    |               |               |               | 167    | 79     |
| 1961-62                    | «Інтернаціонале»           | A                          | 27        | 11        | КІ                 | 0                  | 0                  | КЯ                   | 5                    | 4                    | —             | —             | —             | 32     | 15     |
| 1962-63                    | «Інтернаціонале»           | A                          | 29        | 8         | КІ                 | 1                  | 0                  | —                    | —                    | —                    | —             | —             | —             | 30     | 8      |
| 1963-64                    | «Інтернаціонале»           | A                          | 26+1      | 3+0       | КІ                 | 0                  | 0                  | КЄЧ                  | 9                    | 1                    | —             | —             | —             | 36     | 4      |
| 1964-65                    | «Інтернаціонале»           | A                          | 29        | 8         | КІ                 | 3                  | 1                  | КЄЧ                  | 9                    | 2                    | —             | —             | —             | 41     | 11     |
| 1965-66                    | «Інтернаціонале»           | A                          | 27        | 5         | КІ                 | 2                  | 0                  | КЄЧ                  | 7                    | 0                    | —             | —             | —             | 36     | 5      |
| 1966-67                    | «Інтернаціонале»           | A                          | 32        | 3         | КІ                 | 2                  | 1                  | КЄЧ                  | 9                    | 1                    | —             | —             | —             | 43     | 5      |
| 1967-68                    | «Інтернаціонале»           | A                          | 29        | 2         | КІ                 | 9                  | 0                  | —                    | —                    | —                    | —             | —             | —             | 38     | 3      |
| 1968-69                    | «Інтернаціонале»           | A                          | 29        | 1         | КІ                 | 0                  | 0                  | —                    | —                    | —                    | —             | —             | —             | 29     | 1      |
| 1969-70                    | «Інтернаціонале»           | A                          | 28        | 1         | КІ                 | 5                  | 1                  | КЯ                   | 10                   | 1                    | —             | —             | —             | 43     | 3      |
| Усього за «Інтернаціонале» | Усього за «Інтернаціонале» | Усього за «Інтернаціонале» | 256+1     | 42        |                    | 22                 | 4                  |                      | 49                   | 9                    |               |               |               | 328    | 55     |
| 1970-71                    | «Сампдорія»                | A                          | 28        | 5         | КІ                 | 3                  | 2                  | —                    | —                    | —                    | —             | —             | —             | 31     | 7      |
| 1971-72                    | «Сампдорія»                | A                          | 27        | 4         | КІ                 | 4                  | 2                  | —                    | —                    | —                    | —             | —             | —             | 31     | 6      |
| 1972-73                    | «Сампдорія»                | A                          | 8         | 0         | КІ                 | 3                  | 1                  | —                    | —                    | —                    | —             | —             | —             | 11     | 1      |
| Усього за «Сампдорію»      | Усього за «Сампдорію»      | Усього за «Сампдорію»      | 63        | 9         |                    | 10                 | 5                  |                      |                      |                      |               |               |               | 73     | 14     |
| Загалом                    | Загалом                    | Загалом                    | 458       | 115       |                    | ?                  | ?                  |                      | 65                   | 15                   |               |               |               |        |        |

### Статистика виступів за збірну
| Дата       | Місто              | Господарі         | Результат | Гості             | Турнір                  | Голи | Примітки   |
| ---------- | ------------------ | ----------------- | --------- | ----------------- | ----------------------- | ---- | ---------- |
| 30/01/1957 | Мадрид             | Іспанія           | 5 – 1     | Нідерланди        | товариський матч        | -    |            |
| 10/03/1957 | Мадрид             | Іспанія           | 2 – 2     | Швейцарія         | Відбір до ЧС 1958       | 1    |            |
| 10/03/1957 | Брюссель           | Бельгія           | 0 – 5     | Іспанія           | товариський матч        | 2    |            |
| 08/05/1957 | Глазго             | Шотландія         | 4 – 2     | Іспанія           | Відбір до ЧС 1958       | 1    |            |
| 06/11/1957 | Мадрид             | Іспанія           | 5 – 1     | Туреччина         | товариський матч        | -    |            |
| 24/11/1957 | Лозанна            | Швейцарія         | 1 – 4     | Іспанія           | Відбір до ЧС 1958       | -    |            |
| 13/03/1958 | Париж              | Франція           | 2 – 2     | Іспанія           | товариський матч        | 1    |            |
| 19/03/1958 | Франкфурт-на-Майні | ФРН               | 2 – 0     | Іспанія           | товариський матч        | -    |            |
| 15/10/1958 | Мадрид             | Іспанія           | 6 – 2     | Північна Ірландія | товариський матч        | 1    |            |
| 28/02/1959 | Рим                | Італія            | 1 – 1     | Іспанія           | товариський матч        | -    |            |
| 28/06/1959 | Катовиці           | Польща            | 2 – 4     | Іспанія           | Відбір до ЧЄ 1960       | 2    |            |
| 12/10/1959 | Мадрид             | Іспанія           | 3 – 0     | Польща            | Відбір до ЧЄ 1960       | -    |            |
| 22/11/1959 | Валенсія           | Іспанія           | 6 – 3     | Австралія         | товариський матч        | 2    |            |
| 17/12/1959 | Париж              | Франція           | 4 – 3     | Іспанія           | товариський матч        | 1    |            |
| 13/03/1960 | Барселона          | Іспанія           | 3 – 1     | Італія            | товариський матч        | -    |            |
| 10/07/1960 | Ліма               | Перу              | 1 – 3     | Іспанія           | товариський матч        | 2    |            |
| 14/07/1960 | Сантьяго           | Чилі              | 0 – 4     | Іспанія           | товариський матч        | -    |            |
| 17/07/1960 | Сантьяго           | Чилі              | 1 – 4     | Іспанія           | товариський матч        | -    |            |
| 24/07/1960 | Буенос-Айрес       | Аргентина         | 2 – 0     | Іспанія           | товариський матч        | -    |            |
| 26/10/1960 | Лондон             | Англія            | 4 – 2     | Іспанія           | товариський матч        | 1    |            |
| 30/10/1960 | Відень             | Австралія         | 3 – 0     | Іспанія           | товариський матч        | -    |            |
| 19/04/1961 | Кардіфф            | Уельс             | 1 – 2     | Іспанія           | Відбір до ЧС 1962       | -    |            |
| 31/05/1962 | Вінья-дель-Мар     | Чехословаччина    | 1 – 0     | Іспанія           | ЧС 1962 - груповий етап | -    |            |
| 03/06/1962 | Вінья-дель-Мар     | Іспанія           | 1 – 0     | Мексика           | ЧС 1962 - груповий етап | -    |            |
| 30/10/1963 | Белфаст            | Північна Ірландія | 0 – 1     | Іспанія           | Відбір до ЧЄ 1964       | -    |            |
| 17/06/1964 | Мадрид             | Іспанія           | 2 – 1     | Угорщина          | ЧЄ 1964 - півфінал      | -    |            |
| 21/06/1964 | Мадрид             | Іспанія           | 2 – 1     | СРСР              | ЧЄ 1964 - Фінал         | -    | 1-ий титул |
| 27/10/1965 | Севілья            | Іспанія           | 4 – 1     | Ірландія          | Відбір до ЧС 1966       | -    |            |
| 10/11/1965 | Париж              | Іспанія           | 1 – 0     | Ірландія          | Відбір до ЧС 1966       | -    |            |
| 13/07/1966 | Бірмінгем          | Аргентина         | 2 – 1     | Іспанія           | ЧС 1966 - груповий етап | -    |            |
| 15/07/1966 | Шеффілд            | Іспанія           | 2 – 1     | Швейцарія         | ЧС 1966 - груповий етап | -    |            |
| 12/04/1972 | Салоніки           | Греція            | 0 – 0     | Іспанія           | товариський матч        | -    |            |
| Усього     |                    | Матчів (- місце)  | 32        |                   | Голів (13 місце)        | 14   |            |

## Титули і досягнення

### Командні

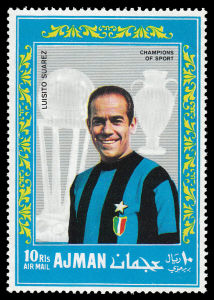
Поштова марка ОАЕ з зображенням Луїса Суареса та виграних ним Міжконтинентального кубка та Кубка європейських чемпіонів

- Володар Кубка Іспанії (2):

«Барселона»: 1957, 1958-59
- Чемпіон Іспанії (2):

«Барселона»: 1958-59, 1959-60
- Чемпіон Італії (3):

«Інтернаціонале»: 1962-63, 1964-65, 1965-66
- Володар Кубка ярмарків (2):

«Барселона»: 1955-58, 1958-60
- Володар Кубка європейських чемпіонів (2):

«Інтернаціонале»: 1963-64, 1964-65
- Володар Міжконтинентального кубка (2):

«Інтернаціонале»: 1964, 1965
- Чемпіон Європи (1):

Іспанія: 1964

### Особисті
- Володар Золотого м'яча: 1960